# Bell Media

Bell Medias CTVglobemedia

Bell Media ist ein großes kanadisches Medienunternehmen mit Hauptsitz in Toronto, welches zum Telekommunikationsunternehmen Bell Canada gehört. Das Unternehmen produziert aktuelle Fernsehsendungen und betreibt ein Netzwerk von Fernseh- und Radiosender in Kanada. Daneben betreibt das Unternehmen mehrere Internetportale.

## Geschäftsbereiche

### Bell Media Television
- CTV, Kanadas größtes und ältestes Privates Fernsehsender-Netzwerk umfasst 21 Sendestationen.[1]

- CTV Two ein zweites Fernsehnetzwerk, welches 1995 eingeführt wurde. CTV Two verfügt über fünf terrestrische Sendestationen in Ontario, eins in Alberta, eins in British Columbia sowie ein Sender der über Kabel eingespeist wird in Atlantic Canada.

Weiterhin betreibt Bell Media Television 30 Kabelfernsehsender, die zum Teil in Kooperation mit US-Medienunternehmen betrieben werden.:
- Sportsender: The Sports Network, The Sports Network 2, Réseau des sports und weitere mit ESPN
- Musiksender/Jugendsender: MuchMusic, MTV, MTV2, als Lizenznehmer von Viacom, (VIMN The Americas)
- Themensender: Discovery Channel, History TV und weitere Sender, als Lizenznehmer von Discovery Communications
- Nachrichtensender: Business News Network, CP24, CTV News Channel
- Comedy Sender: The Comedy Network and Comedy Gold, und Comedy Central
- Entertainment Sender: Bravo! und E! als Lizenznehmer von NBCUniversal
- weitere Sender wie: Space

### Bell Media Radio
Durch Bell Media Radio ist Bell Media der fünftgrößte kanadische Privatradiobetreiber nach Astral Media, Newcap Broadcasting, Rogers Media und Corus Entertainment.
Bell Media Radio verfügt über folgende Senderstationen im Portfolio (Auszug):
| Standort       | Name                        | Frequenz  | Format                  |
| -------------- | --------------------------- | --------- | ----------------------- |
| Brockville     | Bob FM                      | 103,7 MHz | Variety Hits            |
| Brockville     | JR FM                       | 104,9 MHz | Adult Contemporary      |
| Calgary        | Kool 101.5                  | 101,5 MHz | Hot AC                  |
| Halifax        | The Bounce                  | 101,3 MHz | Top 40                  |
| Halifax        | C100                        | 100,1 MHz | Hot AC                  |
| Kingston       | 98.9 The Drive              | 98,9 MHz  | Modern Rock             |
| Kingston       | 98.3 FLY FM                 | 98,3 MHz  | Hot AC                  |
| Kawartha Lakes | Bob FM                      | 91,9 MHz  | Adult Hits              |
| Montreal       | NRJ 94.3                    | 94,3 MHz  | Contemporary Hit Radio  |
| Montreal       | TSN 690                     | 690 kHz   | Sport                   |
| Ottawa         | The Bear 106.9              | 106,9 MHz | Adult Contemporary      |
| Ottawa         | CFRA 580                    | 580 kHz   | Nachrichten/Politik     |
| Ottawa         | TSN 1200                    | 1200 kHz  | Sport                   |
| Ottawa         | Bob FM                      | 93,9 MHz  | Adult Hits              |
| Ottawa         | Majic 100                   | 100,3 MHz | Adult Contemporary      |
| Peterborough   | Energy 99.7                 | 99,7 MHz  | Hot AC                  |
| Peterborough   | Country 105                 | 105,1 MHz | Country Music           |
| Toronto        | TSN Radio 1050              | 1050 kHz  | Sport                   |
| Toronto        | 104.5 CHUM-FM               | 104,5 MHz | Hot AC                  |
| Toronto        | Flow 93-5                   | 93,5 MHz  | Rhythmic Airplay Charts |
| Vancouver      | TSN 1040                    | 1040 kHz  | Sport                   |
| Vancouver      | TSN 1410                    | 1410 kHz  | Sport                   |
| Vancouver      | The Beat                    | 94,5 MHz  | Contemporary Hit Radio  |
| Vancouver      | QMFM                        | 103,5 MHz | Adult Contemporary      |
| Victoria       | CFax 1070                   | 1070 kHz  | Nachrichten/Politik     |
| Victoria       | Kool 107.3                  | 107,3 MHz | Hot AC                  |
| Waterloo       | K-FUN                       | 99,5 MHz  | Oldies                  |
| Waterloo       | Kool 105.3                  | 105,3 MHz | Hot AC                  |
| Windsor        | AM 580 Motor City Favorites | 580 kHz   | Oldies                  |
| Windsor        | AM 800                      | 800 kHz   | Nachrichten/Politik     |
| Windsor        | 89X                         | 88,7 MHz  | Modern Rock             |
| Windsor        | 939 The River               | 93,9 MHz  | Hot AC                  |
| Winnipeg       | TSN 1290                    | 1290 kHz  | Sport                   |
| Winnipeg       | FAB 94.3                    | 94,3 MHz  | Oldies                  |
| Winnipeg       | Bob FM                      | 99,9 MHz  | Adult Hits              |